# Loxerebia innupta
Loxerebia innupta är en fjärilsart som beskrevs av South 1913. Loxerebia innupta ingår i släktet Loxerebia och familjen praktfjärilar. Inga underarter finns listade i Catalogue of Life.